# 302P/Lemmon-PANSTARRS
302P/Lemmon-PANSTARRS, komet Jupiterove obitelji